# Aartswoud
Aartswoud is een dorp in de gemeente Opmeer (West-Friesland) in de provincie Noord-Holland met circa 500 inwoners.

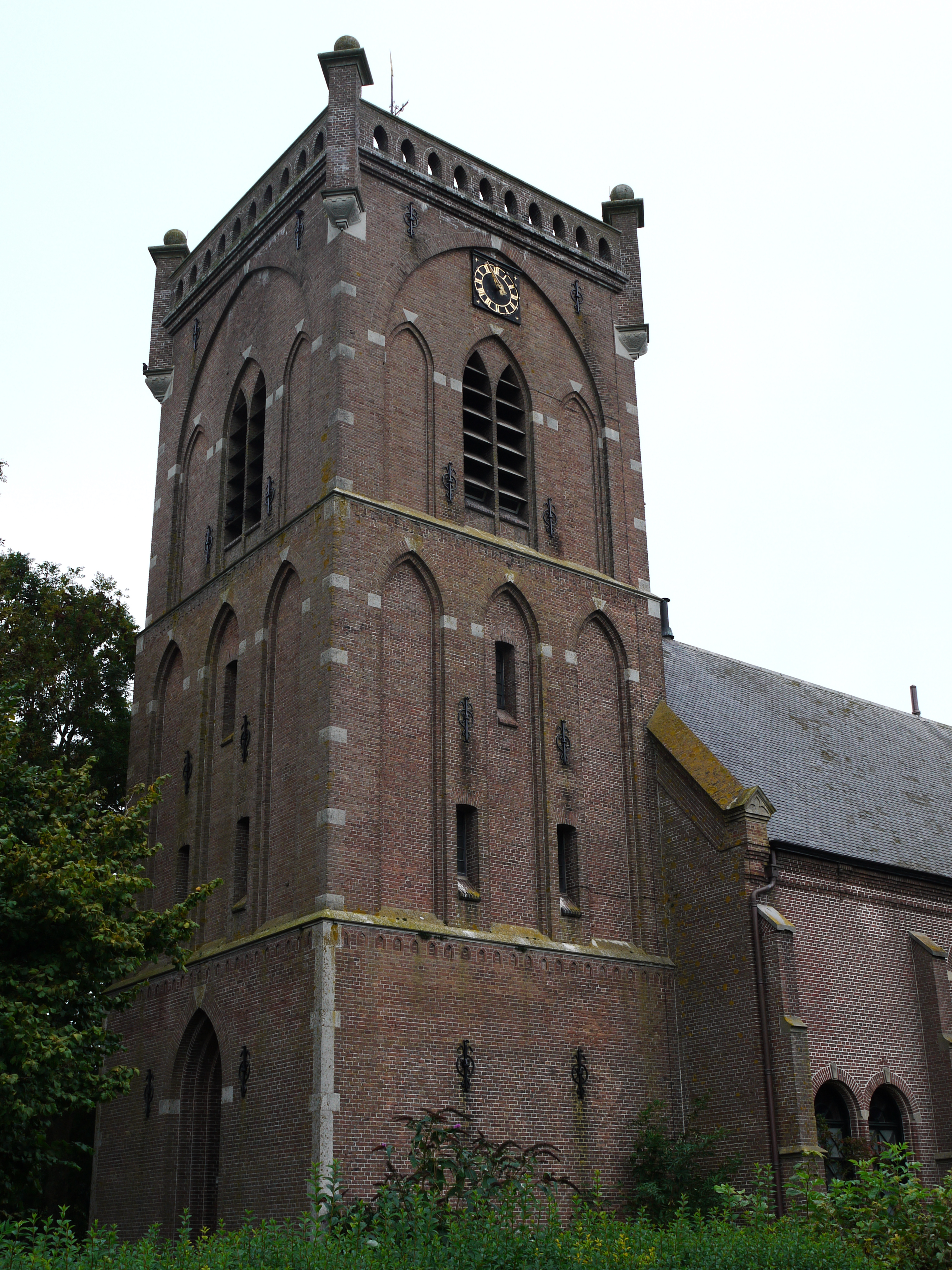
Hervormde Kerk

In de middeleeuwen en tot aan de drooglegging van eerst het ouderlandentocht en het latere Wieringermeer lag Aartswoud aan de Zuiderzee. Het ligt nog wel altijd aan de Westfriese Omringdijk, maar de haven is verdwenen. Een gedeelte van de Wieringermeerpolder is vernoemd naar het dorp, dit gedeelte heet Aartswouderhoofdwijk en ligt tussen het dorp Middenmeer en Ouderlandentocht.
De plaatsnaam komt in 1319 voor als Edaertswoud, de naam zou verwijzen dat dit het woud was van familie of persoon Edaert, een Friese naam. Later werd de naam verbasterd naar onder meer Aertswoud (1450) en Aertzwoude (1573) tot aan de huidige spelling.
Een bekend bouwwerk in het dorp is de Nederlands Hervormde Kerk uit 1884 met 16e-eeuwse toren. De rijk gesneden herenbank stamt uit 1641 en behoorde blijkens het afgebeelde wapen toe aan de Zeeuwse familie Soete van Laecken. Het orgel werd in 1885 gebouwd door de Duitse orgelbouwer Richard Paul Ibach.
Verhalen gaan dat de vierkante en stompe toren van de kerk ook als vuurtoren fungeerde. Dit vanwege het feit dat de kust bij Aartswoud als zeer gevaarlijk te boek stond. Het ontsteken van de vuurtoren zou ook wel gedaan zijn om schepen expres in moeilijkheden te brengen. Bij een schipbreuk kon de (arme) bevolking van het dorp dan profiteren van de goederen die aanspoelden. Het is niet bekend of en hoe vaak deze werkwijze door de Aartswouders werkelijk is toegepast.
Een van de oudste gebouwen is een voormalig café uit de 15e eeuw, thans in gebruik als woonhuis. Het café floreerde onder meer in de periode dat Aartswoud een dorp met veel walvisvaarders was.
Direct naast het dorp ligt het natuurgebied Weelpolder. Bij Aartswoud staat ook de molen Westuit Nr. 7.
In het dorp is ook het Rundveemuseum gevestigd.

## Geboren
- Agnes de Vries-Bruins (1874-1957), arts, politica